# Habenaria bicornis
Habenaria bicornis är en orkidéart som beskrevs av John Lindley. Habenaria bicornis ingår i släktet Habenaria och familjen orkidéer. Inga underarter finns listade i Catalogue of Life.